# Джессіка Кіркленд
Джессіка Кіркленд (англ. Jessica Kirkland; нар. 10 листопада 1987) — колишня американська тенісистка.
Найвищу одиночну позицію світового рейтингу — 151 місце досягла 21 березня 2005, парну — 269 місце — 16 квітня 2007 року.
Здобула 3 одиночні та 1 парний титул туру ITF.
Завершила кар'єру 2009 року.

## Юніорські фінали турнірів Великого шолома

### Одиночний розряд серед дівчат: 1 (1 поразка)
| Результат | Рік  | Турнір                           | Покриття | Суперниця        | Рахунок  |
| --------- | ---- | -------------------------------- | -------- | ---------------- | -------- |
| Поразка   | 2004 | Відкритий чемпіонат США з тенісу | Тверде   | Міхаелла Крайчек | 1–6, 1–6 |

## Фінали ITF

### Одиночний розряд: 4 (3–1)
| Легенда          |
| ---------------- |
| турніри $100,000 |
| турніри $80,000  |
| турніри $60,000  |
| турніри $25,000  |
| турніри $15,000  |

| Фінали за покриттям |
| ------------------- |
| Тверде (3–1)        |
| Ґрунт (0–0)         |
| Трава (0–0)         |
| Килим (0–0)         |

| Результат | W–L | Дата     | Турнір                     | Рівень | Покриття | Суперниця         | Рахунок       |
| --------- | --- | -------- | -------------------------- | ------ | -------- | ----------------- | ------------- |
| Перемога  | 1–0 | Кві 2004 | ITF Поса-Ріка, Мексика     | 25,000 | Тверде   | Фредеріка Пієдаде | 6–1, 6–2      |
| Перемога  | 2–0 | Тра 2004 | ITF Коацакоалькос, Мексика | 25,000 | Тверде   | Лаура Поус Тіо    | 6–0, 6–4      |
| Поразка   | 2–1 | Січ 2006 | ITF Вайколоа, США          | 50,000 | Тверде   | Лілія Остерло     | 4–6, 1–6      |
| Перемога  | 3–1 | Чер 2007 | ITF Карсон, США            | 50,000 | Тверде   | Лорен Албанезе    | 7–6(7–2), 6–2 |

### Парний розряд: 2 (1–1)
| Легенда          |
| ---------------- |
| турніри $100,000 |
| турніри $80,000  |
| турніри $60,000  |
| турніри $25,000  |
| турніри $15,000  |

| Фінали за покриттям |
| ------------------- |
| Тверде (0–1)        |
| Ґрунт (1–0)         |
| Трава (0–0)         |
| Килим (0–0)         |

| Результат | W–L | Дата     | Турнір                     | Рівень | Покриття | Партнерка           | Суперниці                          | Рахунок  |
| --------- | --- | -------- | -------------------------- | ------ | -------- | ------------------- | ---------------------------------- | -------- |
| Перемога  | 1–0 | Тра 2006 | ITF Індіан-Гарбор-Біч, США | 50,000 | Ґрунт    | Едіна Галловіц-Халл | Марія-Фернанда Алвес Стефані Дюбуа | 6–3, 6–2 |
| Поразка   | 1–1 | Кві 2007 | ITF Путіньяно, Італія      | 25,000 | Тверде   | Кармен Клашка       | Андрея Клепач Моніка Нікулеску     | 2–6, 5–7 |

## Досягнення
| W | Ф | ПФ | ЧФ | #Р | КТ | К# | DNQ | A | NH |

У статистиці виграшів-поразок враховано тільки результати в рамках Туру WTA, Турнірів Великого шлему, Кубку Біллі Джин Кінг і на Олімпійських Іграх.

### Одиночний розряд
Оновлено після завершення Western & Southern Open 2021.
| Турнір                                 | 2003 | 2004 | 2005 | 2006 | 2007 | SR    | W–L | Win% |
| -------------------------------------- | ---- | ---- | ---- | ---- | ---- | ----- | --- | ---- |
| Турніри Великого шлему                 |      |      |      |      |      |       |     |      |
| Відкритий чемпіонат Австралії з тенісу |      |      | 1р   | К2р  | К1р  | 0 / 1 | 0–1 | 0%   |
| Відкритий чемпіонат Франції з тенісу   |      |      | К1р  | К2р  |      | 0 / 0 | 0–0 | –    |
| Вімблдонський турнір                   |      |      | К2р  | К2р  |      | 0 / 0 | 0–0 | –    |
| Відкритий чемпіонат США з тенісу       | К1р  | 1р   | 1р   | 1р   |      | 0 / 3 | 0–3 | 0%   |
| В-П                                    | 0–0  | 0–1  | 0–2  | 0–1  | 0–0  | 0 / 4 | 0–4 | –    |
| Турніри WTA 1000                       |      |      |      |      |      |       |     |      |
| Мастерс Індіан-Веллс                   | 1р   |      | 2р   | 2р   | К1р  | 0 / 3 | 4–3 | 57%  |
| Відкритий чемпіонат Маямі з тенісу     |      | К2р  | 1р   |      |      | 0 / 1 | 0–1 | 0%   |
| Мастерс Цинциннаті                     |      |      | 1р   | 1р   |      | 0 / 2 | 0–2 | 0%   |
| В-П                                    | 0–1  | 0–0  | 3–3  | 1–2  | 0–0  | 0 / 6 | 4–6 | 40%  |